# La llave de mi corazón
La llave de mi corazón  (рус. «Ключ от моего сердца») — одиннадцатый студийный альбом певца и композитора из Доминиканской Республики Хуана Луиса Герры, записанный им вместе со своей группой «440». Диск выпущен в свет 20 марта 2007 года лейблом звукозаписи EMI Televisa Music.

## Список композиций
| Номер | Название                | Исполнитель                             | Длительность |
| ----- | ----------------------- | --------------------------------------- | ------------ |
| 1.    | Medicine for my soul    | Хуан Луис Герра                         | 3:16         |
| 2.    | La travesía             | Хуан Луис Герра                         | 3:25         |
| 3.    | Te contarán             | Хуан Луис Герра                         | 4:05         |
| 4.    | Que me des tu cariño    | Хуан Луис Герра                         | 3:28         |
| 5.    | Como yo                 | Хуан Луис Герра                         | 3:25         |
| 6.    | Si tú no bailas conmigo | Хуан Луис Герра                         | 2:42         |
| 7.    | Sólo tengo ojos para ti | Хуан Луис Герра                         | 3:20         |
| 8.    | Amores                  | Хуан Луис Герра, El Prodigio            | 3:25         |
| 9.    | Cancioncita de amor     | Хуан Луис Герра                         | 3:48         |
| 10.   | Sabia manera            | Хуан Луис Герра                         | 3:56         |
| 11.   | La llave de mi corazón  | Хуан Луис Герра                         | 3:15         |
| 12.   | Something good          | Хуан Луис Герра, Chiara Civello (англ.) | 4:03         |
| 13.   | A la vera (бонус-трек)  | Хуан Луис Герра                         | 2:50         |

## Участники записи

### Музыканты
- Хуан Луис Герра (Juan Luis Guerra) — вокал, гитара, хор;
- Эд Калье (Ed Calle) — баритон-саксофон, тенор-саксофон;
- Кренси Гарсия «Эль Продихио» (Krency García «El Prodigio») — аккордеон;
- Янина Росадо (Janina Rosado) — фортепиано, клавишные инструменты, мелодика, бандонеон (разновидность гармоники), хор;
- Адальхиса Панталеон (Adalgisa Pantaleón) — хор;
- Роджер Сайас (Roger Zayas) — хор;
- Хосе Флете (José Flete) — тромбон;
- Санди Габриэль (Sandy Gabriel) — тенор-саксофон;
- Рафаэль «Рафо» Херман (Rafael «Rafo» Germán) — гуиро;
- Луис дель Росарио (Luis Del Rosario) — альт-саксофон, тенор-саксофон;
- Луиса Пайан (Luisa Payán) — гавайская гитара;
- Родеб Сантос (Rodheb Santos) — труба;
- Рамсес Колон (Ramses Colon) — контрабас;
- Херемиас Кинг (Jeremías King) — бахо-сексто (12-струнная мексиканская басовая гитара);
- Абеднего де лос Сантос (Abednego De Los Santos) — бахо-сексто;
- Хуан «Чоколате» де ла Крус (Juan «Chocolate» De La Cruz) — бонго, конги, мараки, тимбалы, тамбора, гуиро;
- Эсекиэль Франсиско (Ezequiel Francisco) — барабаны;
- Кьяра Чивелло (Chiara Civello) — принимала участие в записи песни «Something good».

### Запись
- Хуан Луис Герра (Juan Luis Guerra) — аранжировщик, продюсер;
- Адам Айан (Adam Ayan) — звукорежиссёр.